# (I Just) Died in Your Arms
«(I Just) Died in Your Arms» es una power ballad interpretada por la banda de pop rock inglesa Cutting Crew. La canción fue lanzada como el primer sencillo de su álbum debut de estudio Broadcast (1986), fue lanzado primero en Reino Unido el 25 de julio de 1986 y lanzado también en Estados Unidos el 1 de enero de 1987.

## Descripción
La canción fue escrita por el vocalista Nick Van Eede, y se convirtió en el sencillo más reconocido y exitoso de la agrupación, alcanzando el primer puesto en las listas de los Estados Unidos, Canadá y Finlandia. Fue producida por Terry Brown y mezclada en los estudios Utopia en Londres, Inglaterra por Tim Palmer.

## En la cultura popular
La canción aparece en el videojuego Rock Band 3. También se puede escuchar en Grand Theft Auto: Vice City y en Lego Batman: La Película. La canción aparece en los créditos del capítulo "Marcela" (Capítulo 11) de la serie autobiográfica del cantante Luis Miguel producida por Netflix. También forma parte de la banda de sonido de Stranger Things, apareciendo en la tercera temporada cuando la Sra. Wheeler se está preparando para ver a Billy, aunque es anacrónico, ya que el episodio se establece en 1985. La canción aparece en los créditos del capítulo 1 de la 2ª temporada de la serie de televisión Euphoria.
El tema también aparece en la película de 1999 Never Been Kissed; en la película de 2007 Hot Rod, la película de 2010  Hot Tub Time Machine,  la película de 2015 Gravy , la serie de televisión de 2015 Ash vs Evil Dead  (segunda temporada, episodio "Home Again").
La canción se puso a disposición para descargar el 7 de agosto de 2012 para reproducir en  Rock Band 3 para Modo básico y PRO utilizando guitarra / bajo real y kits / teclados de batería electrónica compatibles con MIDI. También se puede escuchar en  Grand Theft Auto: Vice City  en la radio Emotion 98.3. También apareció brevemente en la serie "Legends of Tomorrow" de DC en el episodio "Comprometido". Una novela gráfica de edición recopilada Spider-Man se llama Spider-Man: Died in Your Arms Tonight  (y recoge  The Amazing Spider-Man  (1998 - segunda serie) número 600–601 , número anual 36 y material de  Amazing Spider-Man Family  (2008) número siete, 200 páginas, noviembre de 2009, una parte de la pista también se escucha en un teaser para el comercial Planters peanuts Super Bowl LIV, donde Mr. Peanut muere por la explosión.
La canción también aparece en la película de terror de 2012  Stitches, en las escenas donde el payaso Stitches (villano principal de la película) mata a sus víctimas una por una, mientras que en la casa del protagonista hay una fiesta en dónde suena de fondo la canción.